# Андер Гевара
Андер Гевара (ісп. Ander Guevara, нар. 7 липня 1997, Віторія) — іспанський футболіст, півзахисник клубу «Реал Сосьєдад».

## Ігрова кар'єра
Народився 7 липня 1997 року в місті Віторія. Вихованець футбольної школи клубу «Реал Сосьєдад». З 2015 року почав грати за третю команду клубу, а згодом протягом 2016–2019 років захищав кольори його другої команди.
З 2017 року почав залучатися до складу головної команди «Реал Сосьєдад».

## Титули і досягнення
- Володар Кубка Іспанії (1):

«Реал Сосьєдад»: 2019-20